# Súper 10 1995
El Súper 10 1995 fue la tercera y última edición del Súper 10, el siguiente torneo fue el Súper Rugby 1996, el primero profesional y el primero organizado por la actual SANZAAR.

## Modo de disputa
El torneo se disputó con el sistema de todos contra todos a una serie. Cada partido dura 80 minutos divididos en dos partes de 40 minutos.
Los diez participantes se agruparon en dos grupos, el ganador de cada uno disputó la final por el título.

### Puntuación
Teniendo en cuenta los resultados de los partidos, los puntos se repartieron:
- 4 puntos por victoria.
- 2 puntos por empate.
- 0 puntos por derrota.

También se otorgó punto bonus defensivo:
- 1 punto por derrota por siete o menos tantos.

## Grupo A
| Pos. | Equipo           | Encuentros | Encuentros | Encuentros | Encuentros | Tantos | Tantos | Tantos | PB | PB | Puntos |
| Pos. | Equipo           | PJ         | PG         | PE         | PP         | F      | C      | Dif    | BO | BD | Puntos |
| ---- | ---------------- | ---------- | ---------- | ---------- | ---------- | ------ | ------ | ------ | -- | -- | ------ |
| 1.º  | Transvaal        | 4          | 3          | 0          | 1          | 78     | 65     | +13    | 0  | 1  | 13     |
| 2.º  | New South Wales  | 4          | 2          | 1          | 1          | 78     | 64     | +14    | 0  | 1  | 11     |
| 3.º  | Western Province | 4          | 2          | 0          | 2          | 99     | 106    | −7     | 0  | 1  | 9      |
| 4.º  | Otago            | 4          | 2          | 0          | 2          | 102    | 91     | +11    | 0  | 0  | 8      |
| 5.º  | North Harbour    | 4          | 0          | 1          | 3          | 69     | 100    | −31    | 0  | 2  | 4      |

## Grupo B
| Pos. | Equipo          | Encuentros | Encuentros | Encuentros | Encuentros | Tantos | Tantos | Tantos | PB | PB | Puntos |
| Pos. | Equipo          | PJ         | PG         | PE         | PP         | F      | C      | Dif    | BO | BD | Puntos |
| ---- | --------------- | ---------- | ---------- | ---------- | ---------- | ------ | ------ | ------ | -- | -- | ------ |
| 1.º  | Queensland Reds | 4          | 4          | 0          | 0          | 116    | 48     | +68    | 0  | 0  | 16     |
| 2.º  | Free State      | 4          | 3          | 0          | 1          | 85     | 91     | −6     | 0  | 0  | 12     |
| 3.º  | Auckland        | 4          | 2          | 0          | 2          | 94     | 99     | −5     | 0  | 1  | 9      |
| 4.º  | Canterbury      | 4          | 1          | 0          | 3          | 138    | 98     | +40    | 0  | 2  | 6      |
| 5.º  | Tonga           | 4          | 0          | 0          | 4          | 62     | 159    | −97    | 0  | 1  | 1      |

## Final
| mayo de 1995 | Golden Lions                                         | 16 – 30 | Queensland Reds                                                                     | Estadio Ellis Park, Johannesburgo                    |                                                      |
|              | Tries Le Roux Conversiones De Beer Drops De Beer (3) |         | Tries Connors Little Johnstone Smith Conversiones Eales (2) Penales Eales Drop Kahl | Asistencia: ? espectadores Árbitro(s): Paddy O'Brien | Asistencia: ? espectadores Árbitro(s): Paddy O'Brien |